# 朴志玹

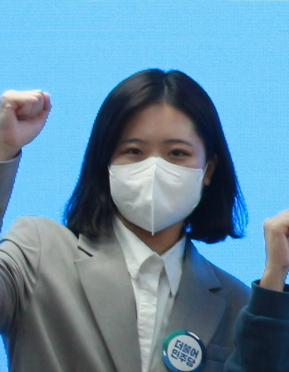
朴志玹

朴 志玹（パク・チヒョン、パク・ジヒョン、朝鮮語: 박지현、1996年3月29日 - ）は、韓国の女性社会活動家、政治家。元・共に民主党非常対策委員長。

## 経歴
江原道原州市出身。翰林大学校在学中に、ジャーナリズムを学ぶ友人と共にSNS上の性犯罪グループ・n番部屋に潜入して、その実態を暴いた。これにより彼女の知名度が一気に上がり、支援活動を通じて共に民主党の有力者・李在明と知り合い、李の説得により2022年1月に女性問題に関する選挙対策委員会女性委員会副委員長として選挙活動に加わった。2022年3月より国会議員の尹昊重と共に同党の非常対策委員長（党代表）を務めた。
2022年の第8回地方選挙前に「86世代勇退論」を提唱したが、党内から反発の声が上がったため、党内の路線対立が露見した。その後、地方選挙での共に民主党の敗北により、2022年6月2日に非常対策委員長を辞任した。